# توني هوغلاند
توني هوغلاند (بالإنجليزية: Tony Hoagland)‏ هو كاتب أمريكي، ولد في 19 نوفمبر 1953 في فورت براغ ‏ في الولايات المتحدة، وتوفي في 23 أكتوبر 2018 في سانتا فيه في الولايات المتحدة بسبب سرطان البنكرياس.